# Jan Jindáček
Jan Jindáček, plným jménem Jan Jaroslav Jindáček (25. října 1846 Dobříš – 15. ledna 1927 Hořovice), byl rakouský a český podnikatel a politik, na konci 19. století poslanec Českého zemského sněmu, dlouholetý starosta Hořovic.

## Biografie
Absolvoval reálnou školu a obchodní akademii v Praze. Pracoval jako účetní v Schmidtově továrně. V roce 1852 se oženil s Leopoldinou Schmidtovou. Působil v Hořovicích, kde vlastnil železářský obchod, který jeho manželka dostala jako věno od svého otce a který Jan Jindáček rozšířil o železářskou dílnu. Přikoupil mlýn na Jalové strouze nad Schmidtovou továrnou a vyráběl v něm železářské zboží. Roku 1895 se osamostatnil a v Hořovicích založil strojírny a zbudoval slévárnu na kujnou a šedou litinu. Podnik vyráběl klíče, obrtlíky, litinové pláty, rošty, plužní patky a kola. Exportoval spodky petrolejových lamp do Haliče, žehličky do Uher, Rumunska a Bulharska. Počátkem 20. století prošel rozšířením a do sortimentu přibyly i pekařské pece a stroje. Během 1. světové války byl provoz továrny dočasně přerušen. Pak s obnovením výroby za první republiky začala firma produkovat i přívěsné vozy.
Byl členem obecního i okresního zastupitelstva. Po více než dvacet let zastával až do roku 1916 třikrát funkci starosty Hořovic. V období let 1897–1902 byl rovněž okresním starostou. Byl taky funkcionářem hořovického Sokola.
Koncem 80. let 19. století se zapojil i do zemské politiky. Ve volbách v roce 1889 byl zvolen v kurii venkovských obcí (volební obvod Hořovice, Zbiroh) do Českého zemského sněmu. Politicky patřil k staročeské straně.